# HD 4308 b
HD 4308 b – planeta pozasłoneczna typu gazowy olbrzym, orbitująca wokół gwiazdy HD 4308 w średniej odległości 0,118 au. Jej masa jest co najmniej 13 razy większa niż masa Ziemi.